# Би-2
«Би-2» — рок-группа, образованная в 1988 году в Минске Основатели и бессменные участники — Шура Би-2 (гитара, вокал) и Лёва Би-2 (основной вокал). В состав команды также входят Макс Лакмус (бас-гитара), Борис Лифшиц (ударные, перкуссия), Ян Николенко (бэк-вокал, клавишные, флейта, перкуссия), Константин Чалых (гитара).
За время карьеры группа достигла международного успеха в странах Восточной Европы. Удостоены многих российских и международных наград, среди которых премии «Золотой граммофон» и «World Music Awards».
С музыкальной точки зрения источниками вдохновения для музыкантов группы послужили западные рок-группы; в частности, такие постпанк-исполнители, как: «The Cure», «Joy Division», «The Sisters Of Mercy», а также российская группа «Агата Кристи». Тексты группы богаты ссылками на произведения литературы и кинематографа. В 2023 году участники группы эмигрировали по разным странам. Фронтмен Би-2 Лёва – в Испанию, а Шура – в США.

## История группы

### Советский период (1988—1991)
Основатели группы Би-2 — Шура (Александр Уман) и Лёва (Егор Бортник) — познакомились в 1985 году в минской детской театральной студии «Ронд» и решили совместно с другими сверстниками делать постановки в духе театра абсурда. После закрытия театра они решили попробовать себя на музыкальном поприще. Шура в то время занимался в музыкальном училище и играл на контрабасе в оркестре, а Лёва сочинял тексты песен.
В августе 1988 года Шура, Александр Фёдоров и музыканты группы «Шанс» организовали коллектив под названием «Братья по оружию». Вскоре группа поменяла имя на «Берег истины». В непостоянный состав коллектива входило 15 человек (в том числе духовая секция и рок-группа). Несмотря на то что Лёва являлся автором большинства текстов, он долгое время сам не исполнял песни со сцены, а вокалистом «Берега истины» был Александр «Костыль» Сергеев, Шура в тот период играл на бас-гитаре. Местом для репетиций служил бобруйский ДК шинного комбината, где тогда работал Шура.
В 1989 году группа получила название «Би-2» (название пошло от самолёта, именуемого Би-2 и не является аббревиатурой предыдущего названия «Берег Истины»), а её вокалистом стал Лёва. Первое большое выступление Би-2 прошло 10 ноября 1989 года в рамках Могилёвского рок-фестиваля.

Шура Би-2: «Мы были припанкованной группой. Играли что-то вроде Police — такой ска с дудками, а тексты писали остросоциальные или остросексуальные».
Лёва: «Шоу начиналось с того, что на сцену вытаскивали гроб, и я вылезал оттуда в простреленной рубашке, да ещё и с подушкой, которую тут же рвал. Вся публика моментально „оперялась“».

Также в 1989 году по инициативе «Би-2» был организован Бобруйский рок-клуб. В 1989—1990 годах Би-2 объездили с концертами всю Белоруссию, а также в домашних студиях Минска записали свой дебютный магнитоальбом «Изменники Родины». В тот же период была написана и ставшая в будущем одним из главных хитов группы песня «Варвара».

### Израильский период (1991—1993)
В 1991 году Шура, а затем и Лёва переезжают в Израиль, так как Беларусь девяностых годов обещала мало перспектив молодым музыкантам.
В Израиле Шуре и Лёве поначалу приходилось заниматься вещами, далёкими от музыки: так, в первое время они работали охранниками на стройке. Но вскоре у группы Би-2 появляются новые песни и выступления, хоть и в непостоянном составе, на фестивалях и клубных площадках. Стиль группы меняется: предпочтение отдаётся уже акустическому звучанию и тщательным аранжировкам. В 1992 году Би-2 занимают первое место на Иерусалимском рок-фестивале, а в 1993 году получают приз зрительских симпатий на одном из русскоязычных рок-форумов.

### Австралийский период (1993—1998)
В 1993 году Шура уезжает к родственникам в Австралию, так как и в Израиле не находит стимулов к дальнейшему творческому развитию русскоязычной группы. Лёва остаётся в Иерусалиме: служит в израильской армии и работает специалистом по компьютерной графике.
Шура в Мельбурне играл в различных местных командах и подрабатывал как сессионный гитарист, а позже присоединился к darkwave-группе «Chiron». Однако музыкальная деятельность Би-2 на этом не закончилась: Шура и Лёва создавали песни, общаясь по телефону, а также с помощью аудиописем.
В 1994 году Шура вместе с фотографом Геннадием Ревзиным собирает сольный проект под названием «Shura B-2 Band»: поскольку в составе не было Лёвы, Шура не решился назвать группу «Би-2» без присутствия лучшего друга. В это же время Шура знакомится с пианисткой и художницей Викторией «Победой» Билоган, которая начинает играть в группе на клавишах, а также активно участвует в создании песен и аранжировок. Вначале «Shura B-2 Band» играет панк, а затем переходит к более экспериментальному звучанию, включающему элементы джаза, альтернативы, постпанка и готики. Состав группы постоянно менялся, поэтому название коллектива было изменено на «Shura B-2 Band и сотоварищи».
В 1994—1997 годах «Shura B-2 Band и сотоварищи» делают несколько концертных записей, а также студийную — EP «Медленная звезда». 23 августа 1997 года группа официально прекращает своё существование, и возрождается Би-2 в составе Шуры и Виктории. Шура и Победа приступают к записи дебютной пластинки, слова для которой присылают Лёва и Михаил «Карась» Карасёв (дядя Шуры, участник известного в Беларуси коллектива «Солнечная сторона» и творческий гуру Би-2, поддерживающий коллектив с момента основания). На пластинке, получившей название «Бесполая и грустная любовь», Шура выступает в роли вокалиста. Когда альбом был закончен, музыканты самостоятельно стали обзванивать российские рекорд-компании, и контракт на выпуск альбома был подписан с фирмой «A-ram». В 1998 году в Германии, на заводе «Sonopress», был отпечатан тираж компакт-дисков «Бесполая и грустная любовь» с бонус-треком «Медленная звезда». Диск так и не поступил в продажу из-за экономического кризиса в России. В это же время Би-2 сняли свой первый клип — видео на песню «Свадебная».
В феврале 1998 года в Австралию приезжает Лёва и поначалу вместе с Шурой играет в группе Chiron. В составе Би-2 музыканты записывают новый альбом — «И корабль плывёт». Большинство песен для него Лёва привез с собой из Израиля, а часть придумывалась уже в Мельбурне.
Осенью 1998 года готовый альбом Би-2 был отправлен российской фирме звукозаписи «Extraphone», но это не помогло пластинке увидеть свет. Однако песни с невыпущенного альбома «И корабль плывёт» оказались в эфире российских радиостанций: первой в постоянную ротацию на «Нашем радио» попала песня «Сердце», а затем к раскрутке нового имени присоединилось и Радио «Maximum».

### 1999—2000: альбом «Би-2»
В сентябре 1999 года Лёва и Шура приезжают в Россию, чтобы закрепить виртуальный успех Би-2. Однако, несмотря на известность песен, группе долгое время не удаётся заключить контракт на выпуск альбома. Кроме того, австралийский состав Би-2 не смог приехать в Россию, поэтому Шуре и Лёве пришлось искать музыкантов в Москве. За продвижение Би-2 взялся Александр «Хип» Пономарёв, работавший также с группой «Сплин».

Лёва Би-2: «Мы делали акустические концерты, а потом провели мудрую акцию: вытащили на дачу журналистов, под водку и шашлык спели им наши песни, и люди обратили на нас внимание. Стали искать здесь музыкантов. Переманили из группы „Жуки“ бас-гитариста Вадима Ермолова, кроме того, к нам присоединились барабанщик Григорий Габерман (он работал с „Кварталом“) и клавишник Николай Плявин. Они разучили материал, записанный на пластинке, конечно, внеся в него много своего».

Первое крупное выступление Би-2 в новом составе состоялось 10 декабря 1999 года — на самом первом фестивале «Нашествие», прошедшем в ДК Горбунова. Первое появление группы на ТВ состоялось уже в феврале следующего года в прямом эфире передачи Дмитрия Диброва «Антропология».
В 2000 году Би-2 принимают участие в создании саундтрека к фильму Алексея Балабанова «Брат-2» и снимаются в данном фильме (в роли самих себя). Песня «Полковнику никто не пишет», прозвучавшая в этом блокбастере, мгновенно становится хитом и до сих пор остаётся одной из главных композиций группы.
После релиза клипа «Варвара» и радиосингла «Никто не придёт» Би-2 13 апреля 2000 года подписывают контракт с Sony Music Entertainment Russia. В результате 20 мая 2000 года Sony выпустила на российский рынок записанную группой ещё в Австралии пластинку «И корабль плывёт…», но с иным порядком треков, другим дизайном и новым названием — «Би-2».
Вопреки традициям, Би-2 отказались проводить обыкновенную и привычную для всех журналистов презентацию своего диска в одном из ночных клубов. Вместо этого музыканты решили подарить свои пластинки тем, кто этого больше всего заслуживает — своим слушателям. Тем более, что день выхода альбома совпадал с «последним звонком» во всех российских школах. Среди всех средних учебных заведений был проведён конкурс, по итогам которого была выбрана победительница — московская школа № 600. Презентация альбома «Би-2» прошла 25 мая в рамках последнего звонка именно в этой школе.
За продажи альбома «Би-2», изданного рекордным на тот момент тиражом в 400 000 экземпляров, группа получила международную награду World Music Awards в категории Best Selling Russian Group.
В течение 2000 года Би-2 с успехом выступили на множестве крупных фестивалей («Максидром», «Мегахаус», «Крылья», «Нашествие») и на шоу «Брат-2», а также провели первый гастрольный тур по городам России, Украины, Беларуси и странам Прибалтики. В октябре русское издание журнала «Vogue» приглашает Лёву и Шуру стать моделями для эксклюзивной фотосессии Брайана Адамса. Первый официальный сольный концерт Би-2 в Москве состоялся 12 ноября 2000 года в СДК МАИ и лёг в основу документального фильма «Зажигай!», над которым работала съёмочная группа «Брата-2». Незадолго до этого выступления группу покинул бас-гитарист Вадим Ермолов, и на его место пришёл Александр «Люба» Любарский.

### 2001—2002: Fellini Tour и «Мяу кисс ми»
В начале 2001 года Би-2 вместе с лидером группы «Сплин» Александром Васильевым записали совместную песню под названием «Феллини» (а потом и сняли на неё клип): аранжировка и запись песни были сделаны Би-2, тогда как слова и музыка принадлежали Васильеву. Впоследствии эта песня дала название совместному туру команд «Сплин» и Би-2, а также выпущенному при участии групп «Tomas» и Сплин альбому «Fellini Tour».
В январе 2001 года Шура и Лёва отправились в Австралию для работы над новым альбомом. В Мельбурне были закончены песни «Недотрога», «Мяу кисс ми», «Моя любовь», а также сингл «Волки»; остальной материал для нового альбома Би-2 записывали в Москве. Позже группа создаёт песню «Последний герой» для одноимённого телешоу на Первом канале. Эта композиция стала бонус-треком альбома «Мяу кисс ми», вышедшего в декабре 2001 года. Продажи альбома только за первый день достигли 70 000 экземпляров, а тур в его поддержку охватил не только страны СНГ, но также Великобританию и Израиль.
Помимо «Последнего героя», среди песен с альбома «Мяу кисс ми» большую популярность приобретает дуэт Шуры и Юлии Чичериной «Мой рок-н-ролл». Для съёмок клипа на эту композицию была приглашена актриса Ингеборга Дапкунайте, а с ремикса, сделанного Антоном Севидовым, началась работа над первым для Би-2 сборником ремиксов Drum[a], который вышел уже в мае 2002 года.
5 декабря 2001 года выпущен первый официальный DVD группы — «Серебро», в который, помимо записи первого концерта «Феллини-тура» в ДК Горбунова, вошли видеоклипы Би-2 и архивные записи, а также фотографии музыкантов.
В сентябре 2002 года Би-2 приступили к работе над клипом на песню «Зажигать», однако съёмки несколько раз переносились из-за того, что судьба 8 человек из съёмочной группы, погибших вместе с командой Сергея Бодрова во время схода ледника Колка, долгое время не была известна. В итоге клип, ставший самым дорогим за всю предыдущую историю группы Би-2, увидел свет лишь в конце октября 2002 года.
В ноябре 2002 года в московском клубе «16 тонн» проходит закрытый акустический концерт, зрителями которого смогли стать лишь 200 победителей специального конкурса. Концерт, в котором прозвучали некоторые раритетные песни, послужил основой для интернет-альбома «Unplugged» и фильма «Мяу кисс ми тур (на сцене)». А из фрагментов фильма «Мяу кисс ми тур (за сценой)» предполагалось собрать клип «Мяу кисс ми».
«Мяу кисс ми тур» должен был завершиться в декабре 2002 года в Москве, но концерт был отменён из-за того, что Лёва Би-2 сорвал голос. После восстановления связок, вокал Лёвы был записан для кавера песни ВИА «Пламя» «Снег кружится», а также для 6 песен следующего альбома, где на бас-гитаре играет уже новый музыкант: Александра Любарского сменил Александр Плявин, брат клавишника Николая Плявина.

### 2003—2004: ИNoмарки
Во второй половине марта 2003 года Шура и Лёва едут в Австралию, в мельбурнскую «Toyland Studio», для мастеринга и сведения части песен нового альбома. Во время этой поездки была записана первая песня Би-2 на английском языке, а точнее, англоязычная версия композиции «Прощай, Берлин» (текст Клайва Янга), которая даже попала в ротацию на австралийском радио.
23 мая в Московском драматическом театре имени К. С. Станиславского проходит первое выступление Би-2 вместе с симфоническим оркестром. Около 10 песен группы было исполнено в стилистике классического джаза 1950-х годов. В дальнейшем совместные выступления с симфоническими оркестрами стали традиционными и вылились в отдельный сайд-проект.
5 июня Би-2 и Юлия Чичерина получили первую национальную музыкальную премию Муз-ТВ в категории «Песня года» за композицию «Мой рок-н-ролл», которую впоследствии на студийном фестивале «Нашествие» Шура исполнил в спонтанном дуэте с Земфирой.
С середины июля Би-2 отправляются в «Sony Electronics тур», в рамках которого дают бесплатные концерты во многих городах России и ближнего зарубежья. Однако в октябре 2003 года Би-2 расстаются с компанией «Sony Music Russia», и уже следующий релиз — макси-сингл «Песок», вышедший 21 октября, — выпускается на лейбле «Мистерия звука». В этот сингл вошёл и клип на заглавную песню — пародия на рекламу, снятая в готическом стиле.
Конец 2003 года — время подготовки и записи песен для нового альбома: в сотрудничестве с группой «Чайф» записан трек «Достучаться до небес», композицию «Скользкие улицы» Лёва Би-2 исполнил с лидером латышской группы Brainstorm Ренарсом Кауперсом, а в песне «Революция» речитатив проговаривает писатель Илья Стогов. Кроме этого, на новогоднем проекте канала REN-TV «Неголубой огонёк» Би-2 исполнили свой хит «Моя любовь» вместе с Тамарой Гвердцители.
В январе 2004 года в Австралии сделаны сведение и мастеринг альбома, который получил название «ИNoмарки» и 2 марта появился в продаже. На ключевые дуэты альбома — «Достучаться до небес» и «Скользкие улицы» — были сняты клипы. Параллельно с «ИNомарки-туром» Би-2 принимали участие в «Siemens-туре», а к осени 2004 года переиздали архивный альбом «Бесполая и грустная любовь». Также в 2004 году Би-2 записали песню «Звёздный каталог» для трибьюта группе «Браво».

### 2005: «Нечётный воин»
В феврале 2005 года Лёва и Шура начинают в Мельбурне работу по сведению и мастерингу более чем двух десятков композиций, сочинённых Михаилом «Карасём» Карасёвым и исполненных рок-звёздами России и зарубежья, включая и самих Би-2. Будущий альбом получил название «Нечётный воин» и стал основой для постоянного сайд-проекта, первый сингл которого был презентован 16 мая 2005 года. Заглавная композиция сингла, дуэт Лёвы Би-2 и Дианы Арбениной «Медленная звезда», стала главной темой компьютерной игры Parkan II, а впоследствии была экранизирована: режиссёр Георгий Тоидзе снял клип с Максимом Виторганом в главной роли.
2 июля 2005 года Би-2 приняли участие в музыкальном марафоне Live 8.
Двойной альбом «Нечётный воин» вышел 1 сентября 2005 года, а небольшая презентация с пресс-конференцией и концертом собрала 9 сентября в клубе Б2 практически всех музыкантов проекта, включая и Викторию «Победу» Билоган, музыканта австралийского состава Би-2.
Вторую половину октября 2005 года Лёва и Шура проводят в ЮАР, снимаясь в проекте Первого канала «Сердце Африки», а 7 ноября Би-2 выступают на рок-фестивале «Феникс. Возрождение жизни» в «горячей точке» — Гудермесе.
2 и 3 декабря 2005 года в ГЦКЗ «Россия» проходят концерты проекта «Нечётный воин», на которых выступили почти все музыканты, принявшие участие в создании альбома, а также симфонический оркестр под управлением Феликса Арановского. Песни Михаила Карасёва чередовались с хитами Би-2, а на сцене сменялись многочисленные звёзды проекта: «Brainstorm», «Агата Кристи», «Лакмус», Найк Борзов, Эдмунд Шклярский, Сергей Галанин, Олег Нестеров, Инна Желанная, Татьяна Литвиненко, Линда и многие другие. По итогам 2005 года «Нечётный воин» был признан лучшим проектом по версии газеты «Московский комсомолец», и Би-2 получили премию «Звуковая дорожка».
13 декабря 2005 года на радио Maximum стартовала авторская программа «Биология», в которой Лёва и Шура знакомили слушателей с новинками современной музыки и обсуждали разнообразные музыкальные стили с гостями студии.

### 2006—2007: Moloko
26 января 2006 года вышел фильм Кахи Кикабидзе «Седьмой день», саундтрек к которому был полностью записан Би-2.
В начале 2006 года Лёва и Шура решили кардинально поменять звучание и концепцию коллектива. В результате был полностью обновлён состав Би-2: место Григория Габермана за ударной установкой занял Борис Лифшиц, бас-гитаристом Би-2 вместо Александра Плявина стал Максим «Лакмус» Андрющенко, а Николая Плявина, клавишника, в составе Би-2 заменил гитарист — Андрей «Звон» Звонков. Музыка группы стала более электронной, ряд песен был записан в стиле диско-панк.
В середине апреля Лёва и Шура возвращаются в Москву после мастеринга и сведения, прошедших в Австралии, с десятью полностью готовыми песнями для нового альбома; ещё две композиции дорабатывались в Москве до конца весны. Первым радиосинглом стала «Дурочка» (эту песню авторства Михаила Карасёва раньше исполняла Любовь Привина), клип на которую был презентован в начале мая 2006 года, а впоследствии попал в ротацию не только российских каналов, но и американского MTV. Параллельно с работой над новым альбомом Лёва Би-2 снимался в сериале «Москва не сразу строилась» в одной из главных ролей — музыканта, который так же носит имя Лёва и играет в группе Би-2. Так история коллектива стала одной из главных линий сюжета, а многие песни группы исполнялись в кадре самими музыкантами Би-2: во время фестиваля «Нашествие» снимались финальные эпизоды сериала.
3 октября 2006 года прошла презентация альбома группы Би-2 «Moloko», выпущенного на лейбле «Стиль рекордс». На концепцию пластинки повлияла антиутопия Энтони Бёрджесса «Заводной апельсин», а также одноимённая экранизация романа, снятая Стэнли Кубриком. В рамках тура в поддержку нового альбома Би-2 посетили с концертами города Европы и США.
Третьим синглом с «Моlока» стала песня «Он плохо кончил», клип на которую снимался во время фотосессии для оформления альбома и стал самым малобюджетным за всю историю группы. Режиссёр видео, Александр Андрющенко, работал с Би-2 и над клипом на предыдущий сингл — «Держаться за воздух», а в конце марта 2007 года продолжил сотрудничество с группой, сняв ещё один видеоклип: дуэт Шуры Би-2 и Дианы Арбениной «Из-за меня» вошёл в саундтрек фильма «Я остаюсь».
20 июля 2007 года в московском клубе Б1 прошёл организованный Би-2 фестиваль «Биология live», участниками которого стали Brazzaville, Esthetic Education и сами Би-2. На фестивале состоялся премьерный показ нового клипа Би-2 на песню «Радиовьетнам», монтаж которого был завершён всего за несколько часов до начала концерта. Композицию «Радиовьетнам» на «Биологии live» Лёва исполнил вместе с Луи Франком (Esthetic Education), а вскоре была записана и студийная версия этого дуэта.
18 сентября 2007 года вышло переиздание альбома «Молоко», включавшее две новые песни: «Медленный как снег» и «Моя любовь» с группой «Ундервуд».
4 октября 2007 года Би-2 получили премию MTV Russia Music Awards в номинации «Лучший рок-проект года». Приз в виде матрёшки команде вручила Аврил Лавин. А 6 октября на канале A-One стартовала телевизионная версия «Биологии», где Лёва и Шура выступили в роли телеведущих.

### 2007—2008: «Нечётный воин 2»
В начале ноября 2007 года в лондонской студии Metropolis под руководством Тима Янга, известного по сотрудничеству с группами U2, Radiohead, Coldplay, Franz Ferdinand и Massive Attack, был закончен мастеринг проекта «Нечётный воин 2». Сведение было по традиции выполнено в мельбурнской Toyland studio Эдама Калаитзиса.
16 ноября 2007 года на концерте в клубе Б2 был представлен публике первый сингл из «Нечётного воина-2» — дуэт Лёвы и Вадима Самойлова «Всё, как он сказал». На эту композицию в начале декабря был снят клип, в котором, помимо музыкантов Би-2, Вадима и Глеба Самойловых, были задействованы глухонемые актёры.
В конце января 2008 года авторская передача Лёвы и Шуры Би-2 «Биология» на телеканале A-One была закрыта. Но вскоре музыканты получили и приятное известие: Би-2 стали победителями в номинации «Рок-группа 2007 года» по версии МК и получили премию ZD-awards.
В марте 2008 года вышел второй том «Нечётного Воина». Как и предыдущую часть, эту пластинку составили песни Михаила Карасёва в аранжировках Евгения Панкова, Антона Севидова и Олега Чехова, а Лёва и Шура Би-2 выступили в роли саунд-продюсеров. Впервые в роли участников проекта оказались Алексей Романов, Сергей Мазаев, Роман Суслов («Вежливый отказ»), Александр Ф. Скляр, Алексей Кортнев, Ирина Богушевская, Дэвид Браун, Луи Франк, группы «Punk TV» и «Truffele». 3 марта в театре «Школа современной пьесы» состоялась презентация проекта «Нечётный воин—2», ведущим которой стал Михаил Козырев. А в начале апреля 2008 года в радиоэфире появился второй сингл с НВ—2, дуэт Шуры Би-2 и Дианы Арбениной «Белые одежды». В том же апреле 2008 года Би-2 и Диана Арбенина получили премию «MTV Russia Movie Awards» за лучший саундтрек — песню «Из-за меня» (фильм «Я остаюсь»).

### 2008—2009: «Лунапарк»
В конце апреля — начале мая 2008 года Би-2 посетили с концертным туром Германию. А на московском концерте группы 30 мая главным сюрпризом для зрителей стала премьера песни «Муза» — первого сингла следующего номерного альбома, работу над которым Би-2 начали летом 2008 года, параллельно с этим принимая участие в съёмках и записи саундтрека для телефильма «Превратности судьбы», где Лёва сыграл одну из главных ролей.
16 июля 2008 года в Санкт-Петербурге, в ДК Ленсовета, группа Би-2 установила личный рекорд по длительности концерта: программа из 30 песен так и называлась — «30 песен хором». А уже осенью в Петербурге прошли съёмки клипа на песню «Муза», танцевальный номер для которого поставил Егор Дружинин. Макси-сингл «Муза» вышел в октябре 2008 года и распространялся бесплатно в качестве приложения к октябрьскому номеру журнала «Time Out».
Осенью 2008 года состав Би-2 пополнился ещё одним участником — Яном Николенко, который не только дополнил звучание группы клавишными и флейтой, но и стал постоянным соавтором текстов песен.
В январе 2009 года Шура и Лёва в мельбурнской студии Эдама Калаитзиса (Adam Calaitzis) завершили сведение большей части будущего альбома, вторым синглом которого стала песня «Шар земной». Вскоре на эту композицию был снят клип, выдержанный в стиле нуар.
После гастрольного тура по США, странам Балтии и уральским городам России Шура и Лёва поехали в Лондон для завершения работы над новым альбомом: в студии «Y Barney Cold», с которой сотрудничали такие коллективы, как «Arctic Monkeys», «Editors» и «Kasabian», музыканты свели две песни. Мастерингом альбома занимался Тим Янг (Tim Young) в студии «Metropolis».
Официальный релиз альбома Би-2 «Лунапарк» состоялся 19 мая 2009 года. Имя пластинки долгое время держалось в секрете, и на сайте Би-2 проводился конкурс, в котором было предложено отгадать зашифрованное название по нескольким открытым буквам. Презентация «Лунапарка» была масштабной и включала в себя запуск специального промосайта, эфиры на радиостанциях «Серебряный дождь» и «Максимум», телепередачу «Парный прогон» на A-One с участием актёров «Квартета И» Александра Демидова и Леонида Бараца, пресс-конференцию с коротким выступлением в луна-парке «Карусель», автограф-сессию в магазине «Республика», совмещённую с интервью журналу «Rolling Stone» для рубрики «Общество потребления», и, наконец, большой концерт в клубе Б1, во время которого был снят клип на третий сингл альбома — песню «Bowie». Специально для съёмок клипа были изготовлены маски с лицом Дэвида Боуи, в которых музыканты Би-2 предстают в части закулисных эпизодов. А в середине лета Би-2 совместно с крупнейшей пиринговой сетью Torrents.ru и порталом для диджеев PROMODJ выпустили бесплатный интернет-сингл «Bowie remixed».
В конце лета — начале осени 2009 года прошла радио- и видеопремьера четвёртого сингла с «Лунапарка» — песни «Шамбала». В клипе, снятом на фотоаппарат в режиме видеосъёмки, в качестве актёров были задействованы друзья и родственники музыкантов Би-2. Тур в поддержку альбома «Лунапарк» начался в конце мая и продолжился вплоть до конца 2009 года, охватив Россию, Украину, Дальний Восток, Северную Америку, Израиль и Беларусь.
В 2009 году Би-2 приняли участие в нескольких сайд-проектах. В их числе сотрудничество Шуры Би-2 и группы «Punk TV» — совместная композиция «Комета», в которой Шура играет на гитаре и поет (текст написан Михаилом Карасёвым). Ближе к концу года состоялся релиз проекта «Иосиф Бродский. Звук речи», инициатором которого выступил Борис Барабанов. Для этого проекта Би-2 придумали и записали музыкальное сопровождение к стихотворению «Шесть лет спустя».
1 декабря 2009 был выпущен интернет-сингл «Christmas», который можно было бесплатно скачать на официальном сайте, а также на портале «Newsmusic.ru» и в пиринговой сети «Torrents.ru». Сингл состоит из двух песен: «Сhristmas» из альбома «Лунапарк» и би-сайда — дуэта Шуры Би-2 и Юлии Чичериной «Падает снег (Новый год)», записанного при участии оркестра МВД России.

### 2010: О чём говорят мужчины
Январь 2010 года был посвящён микшированию новой пластинки: каждый день в мельбурнской студии «Toyland Recording Studio» Шура и Эдам Калаитзис сводили по треку, отправляя результат по Интернету в Москву. И 2 февраля в эфире «Биологии» был презентован первый радиосингл с грядущего альбома — «Реки любви». В припеве этой композиции к вокалу Шуры и Лёвы присоединяется хор актёров комического театра «Квартет И» Ростислава Хаита, Леонида Бараца, Александра Демидова и Камиля Ларина, ведь именно этот трек стал одной из музыкальных тем фильма «О чём говорят мужчины». В конце февраля появился клип на эту композицию: видео представляет собой монтаж из сцен кинофильма и студийных съёмок с музыкантами Би-2 и актёрами «Квартета И». 4 марта картина «О чём говорят мужчины» появилась в прокате, а 9 марта состоялся официальный релиз одноимённой пластинки Би-2: работа над саундтреком вылилась в полноценный номерной альбом, разнообразные песни которого объединяет дух восьмидесятых.
11 апреля 2010 года в ротацию на радиостанциях был запущен очередной сингл с альбома «О чём говорят мужчины» — песня «Вечная призрачная встречная» с характерным для «классических» Би-2 жёстким гитарным саундом. А ровно через месяц Би-2 презентовали клип на эту композицию: готическая история, снятая режиссёром Гошей Тоидзе при помощи фотоаппарата, воплощала атмосферу цирка начала XX века.
25 мая 2010 года Би-2 выпустили EP «Бумажный змей», начало которому положил кавер одноимённого шлягера Аллы Пугачёвой, записанный группой совместно с Антоном Севидовым. В EP наряду с ремиксами на заглавную песню, радио- и караоке-версиями, вошёл также трек Лигалайза «Повелитель молний», основанным на песне Би-2 «Тесла».
11 июня 2010 года на церемонии вручения премии «Муз-ТВ 2010» Би-2 были объявлены лучшей рок-группой, а 12 июня, в День России, Би-2 выступили на Красной площади. Также в июне 2010 года Би-2 появились в «Бульдог-шоу» на НТВ в дуэте с Гариком Харламовым, переделавшим слова хита «Варвара» в юмористическом ключе.
27 августа Би-2 представили третий радиосингл с альбома «О чём говорят мужчины» — песню «Её глаза», на создание которой группу вдохновил 130-й сонет Шекспира. Другое событие конца августа оказалось для Би-2 неприятным: авторская радиопередача Шуры и Лёвы Би-2 «Биология» была закрыта.
В конце ноября песня Би-2 «Её глаза», ещё в октябре ставшая саундтреком к многосерийному фильму «Дежурный ангел», заняла первое место хит-парада «Чартова дюжина» на «Нашем радио» и продержалась на вершине чарта 5 недель.
В середине декабря в продажу поступило двухдисковое издание «Би-2 с симфоническим оркестром»: 25 композиций Би-2 в аранжировке Геннадия Корнилова. Вокальные партии, помимо Лёвы и Шуры, исполнили Диана Арбенина, Ренарс Кауперс, Юлия Чичерина, Инна Желанная, Екатерина Белоконь («Вельвеt») и Тина Кузнецова («Zventa Sventana»). Этот этап сайд-проекта завершился клипом на песню «Падает снег (Новый год)»: в съёмках приняли участие Лёва, Шура, дирижёр Феликс Арановский и музыканты оркестра МВД России, а главной героиней видео, снятого уже привычным для Би-2 способом — на фотоаппарат, стала супруга Шуры — Елизавета Би Два.

### 2011—2012: «Нечётный воин—2,5» и «Spirit»
В конце марта 2011 года третья по счёту часть проекта «Нечётный воин» вышла под необычным номером — 2,5, обусловленным акустическим звучанием:
«<…>на полноценное „3“ акустический альбом, по нашему мнению, не тянет — так появилась идея дать ему номер 2,5», — Шура Би-2.
Впервые в проекте приняли участие Андрей Макаревич, Игорь Журавлёв («Альянс»), Евгения Лепокурова и Василий Шумов. Оформлена пластинка была в духе 70-х годов XX века.
20 мая состоялась премьера песни «Оптимист» — первого радиосингла с готовившегося к выходу восьмого номерного альбома Би-2. Видео на эту композицию было представлено 27 мая и стало первым в истории Би-2 компьютерным клипом.
28 мая на концерте в Киеве Би-2 впервые исполнили «Любовь и ненависть», би-сайд сингла «Оптимист», который вышел несколькими днями позднее, 6 июня. Сингл «Оптимист» стал первым релизом Би-2, изданным в виде цифрового приложения с аудио-, видео и текстовым контентом. На пресс-конференции в «РИА Новости» Би-2 объявили название своего будущего альбома — «Spirit» — и подробно рассказали о новой системе распространения пластинок — отказе от сотрудничества с рекорд-лейблами и прямом участии слушателей будущего альбома в финансировании процесса создания пластинки: речь шла о краудфандинге на базе портала «Planeta.ru».
25 июня 2011 года Би-2 наряду с Public Image Ltd и Джоном Фогерти приняли участие в международном фестивале «Сотворение мира» в Казани.
В начале сентября был опубликован очередной сингл с готовившейся к выходу пластинки. Заглавная песня нового релиза — «Безвоздушная тревога» — была записана Би-2 совместно с Тамарой Гвердцители. В середине сентября вышел клип на эту композицию, снятый режиссёром Ириной Мироновой на Красной площади Москвы. Тем временем Шура и Лёва находились в Лондоне, где двукратный обладатель «Грэмми», саунд-продюсер Эдриан Бушби в течение двух недель сводил материал для альбома Би-2 «Spirit».
Осенью 2011 года Би-2 продолжили гастроли с оркестровой программой, но теперь к Шуре и Лёве присоединился ещё один музыкант из состава группы — барабанщик Борис Лифшиц. В конце октября появился интернет-сингл «Остров (version 2011)», основанный на кавере одноимённой композиции группы «Пикник» «Остров» и записанный совместно с лидером этого коллектива — Эдмундом Шклярским.
В ноябре 2011 года при участии Би-2 была основана круглосуточная независимая интернет-радиостанция — «Радио Субстанция».
1 декабря 2011 года состоялся релиз альбома «Spirit», на аранжировки которого повлияла музыка 1980-х и, в частности, нью-вейв. В период сведения Шура и Лёва побывали на выставке картин Рене Магритта: на основе его сюрреалистических образов и построено оформление пластинки. «Spirit» стал первым альбомом Би-2, выпущенным при помощи краудфандинга.
16 февраля 2012 года в Чите стартовал гастрольный тур в поддержку альбома «Spirit», в тот же день появившегося в музыкальных магазинах России, Украины, Беларуси, Казахстана и стран Балтии в виде специальной версии для продажи вне портала «Planeta.ru». В рамках тура 18 февраля Би-2 приняли участие в «Red Rocks Festival» в Сочи, на Красной поляне, вместе с такими коллективами, как «Röyksopp», «White Lies» и «Scissor Sisters».
В начале марта 2012 года вышел клип, ради которого музыканты Би-2 пошли на перемены в имидже: видео на песню «Девушки» имеет эротический оттенок и содержит откровенные кадры, которые были запрещены к показу на телевидении (поэтому существуют две версии — с цензурой и без).
29 мая 2012 года вышел первый в истории Би-2 релиз на виниле: альбом «Spirit» стал именно пластинкой — в прямом смысле этого слова. 1 июня 2012 года на премии Муз-ТВ Лёва и Шура вместе с певицей Ёлкой исполнили кавер на песню группы «Коламбия Пикчерз не представляет» «Банд'Эрос», записанный при участии симфонического оркестра.
В конце июня 2012 года на радио зазвучал очередной сингл с альбома «Spirit» — песня «1000 миль», во многом созвучная напряжённому туру в поддержку пластинки. Все небольшие перерывы между гастрольными поездками Би-2 использовали для работы над новой частью проекта «Нечётный воин». С 14 сентября 2012 года в эфир радиостанций попала песня «Блеф», следующий сингл с альбома «Spirit», а 13 сентября был представлено видео на эту композицию: клип с Екатериной Семёновой в главной роли является инсценировкой спиритического сеанса.

### 2012—2013: «Нечётный воин—3»
22 октября 2012 года начался новый краудфандинговый проект Би-2 — «Нечётный воин—3», а первая ласточка с него — сингл «Далеко» (дуэт Линды и Найка Борзова) появился в открытом доступе 1 ноября.
8 декабря 2012 года приняли участие в фестивале «Рождественские встречи».
20 декабря 2012 года был издан последний сингл с альбома Spirit — песня «Молитва», клип на которую появился 31 января 2013 года. Песня вошла в саундтрек фильма-катастрофы «Метро» — фрагменты выступления группы были смонтированы в один видеоряд с кадрами блокбастера.
К юбилею Михаила Карасёва был приурочен релиз второго сингла с альбома «Нечётный воин — 3» — «Ты и я», заглавная песня которого — результат совместной работы Эдмунда Шклярского, Насти Полевой и Михаила Ефремова.
3 марта 2013 года в Новосибирске состоялась премьера новой концертной программы Би-2 — «Квартирник (акустика)», до этого момента акустические выступления группы были большой редкостью. На «Квартирниках» группа исполняет много редких песен, а те, что часто звучат на концертах, получили новые аранжировки. Тем временем к своему завершению подошёл Spirit-тур: финальный концерт, прошедший 15 марта в клубе Stadium Live, был снят на видео для первого в истории Би-2 тройного концертного DVD.
26 апреля в свободном доступе в Интернете появился сингл «Касаясь земли»: одноимённая песня была исполнена Шурой и Лёвой Би-2 при участии Ренарса Кауперса и Найка Борзова. Клип был опубликован только в день релиза НВ—3. 28 апреля, за две недели до премьеры альбома, в Москве состоялось предпрослушивание «This side», первой части «Нечётного воина — 3», на которое были приглашены все участники коллективного финансирования будущей пластинки на «Planeta.ru».
13 мая 2013 — день официального релиза проекта «Нечётный воин — 3». Презентация двойной пластинки, оформленной в стиле киносаги «Звёздные войны», прошла в столичном клубе «16 тонн» при участии Найка Борзова, Владимира Преснякова, Леси Гисматулиной, Маши Макаровой, Насти Полевой, Андрея Мисина, Олега Чехова, Александра Дьяченко, Вари Демидовой, Ренарса Кауперса, Валерия Гаины и Лены Кауфман.
7 июня Би-2 были объявлены победителями в номинации «Лучшая рок-группа» на церемонии вручения наград «Премии Муз-ТВ 2013».
16 августа в «Чартовой дюжине» на «Нашем радио» состоялась радиопремьера очередного сингла проекта «Нечётный воин — 3», песни «Дрожь» в исполнении Би-2, Глеба Самойлова и «Bajinda behind the Enemy Lines». С 8 ноября в эфир «Нашего радио» был запущен последний сингл проекта «Нечётный воин — 3», песня «Бездорожье», записанная Би-2 совместно с Машей Макаровой.
23 и 24 ноября в Crocus City Hall с аншлагом прошли традиционные осенние концерты Би-2 с симфоническим оркестром, которые стали презентацией нового альбома «Би-2 & Prague Metropolitan Symphonic orchestra», содержащего 16 треков, до этого не издававшихся в оркестровой аранжировке.

### 2013—2015: #16плюс
16 сентября 2014 года вышел девятый студийный альбом Би-2 под названием «#16плюс». Первый сингл — #Хипстер — опубликовали 25 февраля в формате EP, а двумя днями позже вышел клип на эту композицию: в кадре появились такие медийные персонажи, как Филипп Киркоров, Владимир Шахрин, Глеб Самойлов, Олег Гаркуша, Найк Борзов, Глюк’oZa, Ксения Собчак, Павел Воля, Гавриил Гордеев, Варя Демидова, Маша Макарова, Владимир Пресняков-младший, Ростислав Хаит и Леонид Барац.
Вторым синглом с альбома стала совместная работа с группой Смысловые Галлюцинации, песня «Тёмные небеса», вышедшая в конце мая 2014 года, а третьим — «Забрали в армию» (конец августа). Следующей после клипа «Забрали в армию» видеопремьерой стала записанная при участии певицы Elizaveta «Только любовь починит» с Анастасией Заворотнюк в кадре: песня вошла в саундтрек фильма Мамы 3 с Заворотнюк в одной из главных ролей и Лёвой и Шурой — на второстепенных.
3 февраля 2015 года, в день рождения Шуры Би-2, состоялась премьера нового видео Би-2 — клипа на сингл «Блюз 16+», режиссёром которого стала Ирина Миронова. В феврале стартовала вторая часть масштабного 16плюсTour`а группы, в рамках которого музыканты побывали в огромном количестве российских городов, а также в странах Балтии, Беларуси и Великобритании. Во время московского концерта группы, который состоялся 17 апреля в «Stadium Live», прошли съёмки для нового live-издания Би-2 — CD и DVD «#16плюсtour Live».

### 2015: «Нечётный воин. Лучшее», «Клинч»
13 мая 2015 года Би-2 представили песню «Тише и тише», которая вошла в новый киноальбом группы, саундтрек к фильму Сергея Пускепалиса «Клинч». «Тише и тише», которую вместе с Шурой Би-2 исполняет Диана Арбенина, стала первой из 9 песен, сочиненных Михаилом Карасёвым специально для саундтрека. Через 2 дня после премьеры песни «Тише и тише», 15 мая, группа представила одноимённое видео.
30 июня 2015 года состоялся релиз юбилейного издания проекта «Нечётный воин», которому в 2015 году исполнилось 10 лет. В альбом «Нечётный воин». Лучшее (2005—2015)", состоящий из двух CD, вошёл 21 один трек, который был выбран из более чем 70 композиций. Все эти песни в разные годы были написаны Михаилом Карасёвым специально для сайд-проекта Би-2 «Нечётный воин», продюсерами которого выступили Шура и Лёва, а исполнителями — помимо Би-2 — приглашённые музыканты. В пластинку «Нечётный воин». Лучшее (2005—2015)" вошли и два абсолютно новых трека: песня «Потерянная в сети», которую Би-2 записали с Варей Демидовой, а также композиция «Слепой», которую вместе с группой исполнили Светлана Сурганова и звезда российской оперной сцены, солистка Мариинского театра, Мария Максакова.
20 августа 2015 года Би-2 представили новое видео — клип на песню из альбома #16плюс «Три сантиметра над землёй», которая вошла в саундтрек к фильму Сергея Пускепалиса «Клинч». В этот же день прошли съёмки нового видео Би-2 — клипа на очередной #16плюс-сингл — песню «Компромисс».
9 октября 2015 года вышел саундтрек к фильму «Клинч», работа над которым продолжалась больше года. В то время, когда музыканты работали над сведением материала, составившего альбом «#16плюс», Сергей Пускепалис услышал песню «Три сантиметра над землёй» и захотел вставить её в финал своей картины. В свою очередь, музыканты ознакомились со сценарием фильма «Клинч» и после его прочтения предложили режиссёру сделать весь саундтрек. Михаил Карасёв написал тексты песен, а группа — музыку к ним. К записи композиций были привлечены известные музыканты: Варя Демидова, Настя Полева, Олег Нестеров, Гарик Сукачёв, Elizaveta, Дэвид Браун и Диана Арбенина.
Осенью 2015 года Би-2 представили поклонникам новую концертную программу «Best of», в которую вошли главные песни из всех выпущенных группой альбомов. Сет-лист концертов «Best of» состоит из более чем 20 композиций, некоторые из треков до появления программы Best of музыканты не исполняли со сцены более 10 лет.
В ноябре в Санкт-Петербурге и Москве прошли традиционные осенние концерты Би-2 с симфоническим оркестром. Жители Северной столицы смогли увидеть симфоническое шоу дважды — выступления состоялись в БКЗ «Октябрьский» 17 и 18 ноября. А в московском «Крокус Сити Холле» подряд прошли три концерта с оркестром: изначально запланированные шоу 20 и 21 ноября, а также дополнительное выступление 22 ноября, которое было решено провести, когда за месяц до мероприятий выяснилось, что все билеты на первые два концерта проданы.

### 2016: финал тура #16плюс — новый концертный Best of сезон
3 февраля состоялась премьера клипа «Компромисс», который в течение последующего месяца набрал около миллиона просмотров. 18 марта была презентована концертная версия этого видео. Оба клипа вошли в издание #16плюсTour @ Stadium Live, средства на запись и выпуск которого были собраны на краудфандинговом портале «Planeta.ru» в рекордные сроки и существенно превысили заявленную сумму — проект был завершён на 134 %. #16плюсTour @ Stadium Live состоит из 14 песен, записанных на московском концерте тура #16плюс (в формате видео и аудио), а также нескольких клипов Би-2. Цифровая версия издания вышла 18 марта, а на физических носителях — DVD и CD — релиз #16плюсTour @ Stadium Live состоялся 31 марта. А 24 мая в летнем кинотеатре «Пионер» прошёл специальный показ этого концертного фильма, перед которым музыканты провели автограф-сессию для поклонников.
В апреле группа выпустила переиздание пластинки «Би-2» (2000 год) — двойной CD «…И корабль плывёт». В оформлении альбома использована оригинальная обложка с мельбурнскими высотками и плывущим по воздуху кораблем, восстановлены изначально задуманные музыкантами порядок треков и название — «…И корабль плывёт».

23 июня в «Зелёном театре» парка им. Горького состоялся финальный концерт тура #16плюс, в рамках которого за 2 года музыканты исполнили песни с альбома в более чем 60 городах России, стран Балтии, Германии, Чехии, США, Великобритании, Молдовы и Беларуси. Специальными гостями #FinalShow стали группы Mana Island (Россия) и команда The Glorious (США/Великобритания).
Летом 2016 года Би-2 стали хэдлайнерами многих российских фестивалей, среди которых ежегодный open-air «Нашествие», где группа выступила вместе с симфоническим оркестром, а также VK-фест, где выступление Би-2 стало самым популярным событием по данным официального приложения фестиваля.
В августе музыканты отметили 20-летие австралийской группы Chiron, в состав которой во второй половине 90-х входили Шура и Лёва Би-2, переизданием первых двух англоязычных альбомов команды — Eve и Bleed. В пластинки вошли новые версии оригинальных песен (ремастеринг — Сергей Большаков) и несколько bonus-треков.
Би-2 завершили свой летний концертный сезон-2016 выступлением "Курс на «Лайки», состоявшемся на плывущем по Москве-реке корабле. Гости концерта, помимо самого выступления, первыми увидели новый клип Би-2 «Лайки». Онлайн-трансляцию #VKLIVE посмотрели 320 тысяч человек. А 15 декабря группа представила запись концерта в отличном качестве — было полностью перемонтировано снятое летом видео и пересведён звук.
2 сентября, в день рождения Лёвы Би-2, группа представила публике новый сингл «Лайки», в который вошли одноимённые песня и видео, а также композиция «Алиса» (памяти А. Ротаня). Подписчикам группы ВКонтакте сингл был отправлен лично — в день премьеры личное сообщение с синглом получили более 750 тысяч поклонников. В течение выходных после релиза клип «Лайки» был просмотрен свыше 230 000 раз и набрал более 46 000 отметок «Мне нравится». На песню «Лайки» также было выпущено 2 ремикса — танцевальные версии песни сделали Юрий Усачёв и DJ Noiz, на трек которого Игорь Шмелёв подготовил видео, состоящее из кадров, не вошедших в оригинальную версию клипа.
В октябре Би-2 вернулись на сцену с программой Best of. Московским зрителям она была представлена дважды — билеты в «Крокус Сити Холл» на выступление 26 ноября были проданы задолго до дня шоу, поэтому группа и организаторы анонсировали дополнительный концерт на 25 ноября. Впервые билеты на это выступление можно было приобрести на официальном сайте Би-2, а помимо самих билетов — эксклюзивный двойной диск Best of, в который вошли студийные версии всех песен, звучащих на концертах с одноимённой программой. 26 ноября прямую трансляцию концерта в формате 360 градусов посмотрели 42 000 зрителей из более чем 20 стран мира, что на данный момент является рекордным показателем по аудитории для 360-трансляций в России. В ноябре Би-2 побили ещё один рекорд — количество подписчиков группы в социальной сети ВКонтакте превысило миллион.
1 декабря Би-2 вышел новый сингл Би-2 — песня на стихи Ильи Кормильцева и клип «Птица на подоконнике», в записи и съемках которых вместе с Би-2 приняли участие и другие исполнители: Диана Арбенина, Владимир Шахрин, Найк Борзов, Настя Полева, Михаил Карасёв, Алексей Могилевский и Муся Тотибадзе. 29 декабря группа выпустила новый live клип «Революция» в формате 360 градусов, снятый на московском Best of концерте, а 30 декабря — сборник «Cover Story. Volume 1», в который вошли каверы Би-2 на песни других исполнителей.
Завершили уходящий 2016 концертный год музыканты уже ставшим традиционным новогодним концертом в московском клубе «16 тонн».

### 2017—2019: «Горизонт событий»
Новый концертный сезон Би-2 стартовал в январе в США — музыканты представили программу «Best of» в Лос-Анджелесе, Сан-Франциско, Сиэтле, Денвере, Бостоне, Чикаго и Нью-Йорке.
3 февраля, в день рождения Шуры Би-2, состоялась премьера нового видео группы — «Алиса». Все роли в клипе исполнили дети музыкантов и других участников команды Би-2: Ева и Оливер Би Два, Авив и Давид Бортники, Мира Крутова, Лиза Лифшиц, Егор Кудрявцев и Милания Кузнецова. Директором съёмок и продюсером нового видео стала Елизавета Би Два («Всегда красиво»).
23 февраля в СК «Олимпийский» прошла юбилейная церемония вручения премии «Нашего Радио» «Чартова дюжина», во время которой Би-2 получили награду в двух номинациях: «Лучший клип» за видео «Птица на подоконнике» и «Солист года».
В марте 2017 года группа объявила название своего нового альбома — «Горизонт событий». Из интервью Шуры Би-2 «Нашему радио»: «Я даже не помню, откуда пришло это название. Оно появилось ещё год назад, когда вся эта история проявилась. Может быть, после какого-то кинофильма, но как-то сама эта история мне очень понравилась. Есть два понятия горизонта событий: одно имеет отношение к сингулярности космоса, другое, негативное — к психологии. Если вы „прогуглите“, вы поймёте. Позитивный элемент — это точка, где замирает время. И вот он нам очень понравился».
17 марта вышел новый альбом «Би-2 & Prague Metropolitan Symphonic orchestra VOL. 2», записанный с Пражским симфоническим оркестром. А 23 и 24 марта многие песни из этой пластинки прозвучали live в Государственном Кремлёвском Дворце на шоу Би-2 с оркестром. Концерт смогли увидеть и услышать более 70 000 человек — пришедшие на шоу гости, а также зрители прямой 360-трансляции выступления, обеспеченной 24 марта компаниями «Всегда Красиво» и Remagic.studio.
15 мая Би-2 представили новый сингл «Лётчик», включающий в себя одноимённую песню и видео. Съёмки клипа, главную роль в котором исполнил Лёва Би-2, проходили в Испании. Режиссёром стал Игорь Шмелёв, ранее снявший для группы видео «Компромисс» и «Птица на подоконнике». За один день с момента релиза клип «Лётчик» собрал миллион просмотров в социальной сети «ВКонтакте».
20 мая группа выступили на масштабном фестивали «Лестница в небо» в пгт. Афипском Краснодарского края. Рок-фестиваль собрал множество фанатов, а Би-2 разделили кубанскую сцену с такими музыкантами, как Константин Кинчев и группа «АлисА», Кен Хенсли (Ken Hensley) и команды «Live Fire» со специальным гостем Элисом Купером (Alice Cooper), также Наргиз Закирова и специальный гость Максим Фадеев.
Помимо видео и песни «Лётчик» Би-2 выпустили и одноимённый EP, в который вошли 3 композиции: композиция «Лётчик», ремикс на неё от Max Khmara и записанный Би-2 с Глебом Самойловым кавер на трек «ХалиГалиКришна» группы «Агата Кристи».
Шура Би-2 о треке «Лётчик»: «Этот трек для нас один из самых важных на пластинке. Когда он появился, мы стали понимать, что нам нужен другой звук, другой саунд. Мы больше года работали над „Лётчиком“, пока не добились того результата, который уже сейчас можно услышать. Этот трек задает настроение всему альбому. И по звуку, и по внутреннему содержанию».
8 сентября Би-2 представили новый сингл — песню «Виски», записанную c американским певцом Джоном Грантом, и одноимённое музыкальное видео («борщевой хоррор»), в съёмках которого помимо Би-2 и Джона Гранта приняли участие актёры С. Дужников и О. Ефремова.
26 сентября состоялась премьера нового lyric видео и песни «Пора возвращаться домой», которую Би-2 записали вместе с Oxxxymiron. В первые же недели с момента релиза видео набрало более 3 миллионов просмотров на YouTube и более 10 миллионов — ВКонтакте.
29 сентября Би-2 выпустили долгожданный альбом «Горизонт событий», а спустя несколько дней стартовал тур в поддержку пластинки. Специально для шоу «Горизонт событий» было разработано новое световое и видео шоу, а также оригинальная сценография с уникальным поворотным экраном, двигающимся во время концерта во всех плоскостях.
Московская презентация альбома «Горизонт событий» состоялась 25 ноября в Ледовом Дворце ВТБ. Шоу посетили 12 000 зрителей. Выступление снималось 15 камерами, а также системой Spider — камерой-пауком, которая летала под крышей Ледового Дворца. Весной 2018 года группа планирует выпустить новый концертный фильм «Горизонт событий» LIVE, который выйдет в формате 4К и со звуком 5.1. В создании live кино принимают участие и поклонники Би-2 — новый краудфандинговый проект был запущен на Planeta.ru в день концерта в Москве.
Первая часть тура «Горизонт событий» завершилась 2 декабря концертом в Санкт-Петербурге, специальным гостем которого — как и на московском шоу — стал американский певец Джон Грант.
В феврале 2018 года в прокат вышел фильм «О чём говорят мужчины. Продолжение», саундтрек которого собран из 10 синглов «Би-2», часть из которых была записана специально для фильма, часть — исполнялась группой ранее.

### 2020—2024: альбом «Аллилуйя», прекращение деятельности в России
3 февраля 2020 года группа выпустила сингл и клип «Пекло». Песня «Пекло» стала первым синглом из будущего 11-го студийного альбома коллектива. Кроме титульной композиции, на сингле также представлены 2 ремикса. 29 мая группа опубликовала вторую песню с грядущего альбома — «Депрессия», на которую также было снято видео. Работа над клипом проходила в условиях режима самоизоляции. 20 июля «Депрессия» вышла в виде EP на виниловой пластинке. В релиз, помимо оригинальной композиции, были включены её караоке-версия и три ремикса.
1 октября 2020 года «Би-2» выпустили сингл «Двенадцать», записанный совместно с вокалистом группы «Порнофильмы» Владимиром Котляровым. Песня вошла в альбом сайд-проекта «Нечётный воин» «Нечётный воин 4. Часть 1», который был представлен публике 23 октября 2020 года.
В середине июня 2021 года состоялся релиз макси-сингла «Нам не нужен герой», куда вошёл и новый одноимённый видеоклип, также претендующий на полноценный кинофильм, умещенный в короткий метр. На этот раз музыканты примерили на себя роли главных злодеев сюжета. В клипе есть отсылки к самым разным эпохам — от древней Эллады до СССР, а также и компьютерная графика, и кадры сверхскоростной съёмки. Режиссёр видео — Макс Шишкин. Также в макси-сингл вошёл бонус-трек «Падал свет» — B-side авторства Михаила Карасёва, записанный в коллаборации с группой «Моя Мишель», Юрием Каспаряном, российским пианистом Глебом Колядиным, ударником Алексеем Мещеряковым и бас-гитаристом Антоном Давидянцем.
В этот же момент стало известно, что трек «Нам не нужен герой» войдет в 11-й студийный альбом группы.
В сентябре 2021 года вышел сингл «Почта» — кавер на песню Земфиры.
2021 год, несмотря на непростую эпидемиологическую обстановку в стране, стал для группы насыщен на концерты и мероприятия.
1 ноября 2021 года был перенесён первый запланированный концерт в г. Санкт-Петербурге. Концерт перенесли на начало 2022 года, добавив в уже готовое расписание тура.
3 февраля 2022 года вышел новый макси-сингл «Я никому не верю». Также в феврале вышло и одноимённое видео режиссёра Макса Шишкина. В макси-сингл, помимо самой песни, вошли инструментал и несколько её кавер-версий (среди них версия группы Brainstorm на английском языке). На несколько кавер-версий с этого макси-сингла их исполнители также выпустили видеоклипы.
26 февраля 2022 года группа уволила своего светохудожника Давида Мисакяна из-за публичной поддержки им вторжения России в Украину, что противоречило взглядам членов группы. Позднее Анастасия Волочкова заявила, что возьмёт Мисакяна к себе на работу, а также пожелала группе «валить уже из России».
Когда началась война, он стал писать в сетях: разговаривает он со своими какими-то, не знаю, с украинцами, какой-то у него такой был там жёсткий диалог, что "мы будем вешать вас на Красной площади" - естественно, конечно, мы его выгнали, потому что для меня это очень принципиальный вопросЛёва Би-2, Интервью проекту "И грянул Грэм"
Отказались от выступления в Омске 28 апреля 2022 года на стадионе СК «Красная звезда» из-за плаката «Zа президента».
В апреле 2022 года стало известно, что Шура постепенно продолжает сведение уже записанного материала будущего альбома «Нечётный воин-5», релиз которого пока планируется 8 февраля 2024 года (то есть, к 70-летию Михаила Карасёва).
27 июня 2022 года вышел сингл под названием «Колыбельная», а также антивоенный клип на него, режиссёром которого снова выступил Макс Шишкин. Клип и песня посвящены памяти Алёны Мешковой — близкой подруги музыкантов, скончавшейся в конце 2021 года.
10 июля 2022 года выступили на церемонии закрытия суперкубка России по футболу. Солист группы Лёва Би-2 выступал в шарфе с символикой «Спартака», группа была освистана зрителями. Позднее, в интервью каналу «Дождь» Лёва Би-2 заявил, что за 15 минут до выхода сцену у группы появилась информация от своих источников о том, что «будет какая-то определённая ситуация, которая будет потом перевёрнута в сторону негатива: вышла группа Би-2 на сцену суперкубка, и их освистали как врагов народа». Солист группы принял решение выйти на сцену в шарфе с символикой «Спартака», и таким образом «перебить повестку, что нас освистали как врагов народа».
15 ноября 2022 года выходит новый номерной альбом «Аллилуйя», в течение полугода выйдет ещё 3 альбома: «Электричество & оркестр» (конец 2022 г.), «Нечётный Воин 5» (3-8 февраля 2023 г.), «Best Of. Часть 1» (весна 2023 г.).
10 марта 2023 года в Кишинёве группа открыла мировой «Аллилуйя World Tour» в поддержку нового альбома.
В мае 2023 года, будучи на гастролях в США, Лёва осудил вторжение России на Украину, заявив что «путинская Россия вызывает только омерзение и брезгливость» и «Путин и вся его умственно отсталая шваль уничтожила страну», также музыкант заявил что не намерен возвращаться в Россию. Позднее, в интервью каналу "Дождь " заявил, что ранее гитарист группы Шура Би-2 ездил в Администрацию Президента и встречался с начальником управления Президента РФ по общественным проектам Сергеем Новиковым для «прояснения ситуации» касательно дальнейших перспектив группы в России.
Холодный взгляд абсолютно, такой ненавистный, типа: "Чего пришёл, - вот это вот, - хотите участвовать в культурной жизни России? Надо съездить на Донбасс...". Мы были первые, короче, кому весь вот этот спектр предложений был какой-то... Или перечислить деньги... Там было сказано просто условие, от нас не ждали "нет", "да", нам сказали: "Вот такое условие". Шурик после встречи с этим Новиковым просто заехал в ближайший магазин, купил бутылку коньяка, и выпил его залпом, он сказал: "Я туда больше не пойду, потому что там... Это не человек, это просто существо". И я Шурику сказал, что "давай, всё, мы заканчиваем все переговоры по этому поводу, просто закрываем эту линию вообще".Лёва Би-2, Интервью каналу "Дождь"
В июне 2023 года, в рамках мирового тура в поддержку нового альбома «Аллилуйя», состоялась азиатская часть Аллилуйя World Tour. 18 июня концерт должен был пройти в городе Бишкек, Кыргызстан (оркестр), но был отменён. Поэтому в этот день были организованы съёмки клипа на новую песню, на горнолыжном курорте — Шымбула́к, близ Алматы, расположенный на хребте Заилийский Алатау немного выше высокогорного катка Медео.
21 июня электрический концерт в городе Семей, Казахстан, музыканты группы «Би-2» решили не переносить, в связи с гибелью 14 работников лесничества при природном пожаре в Абайской области на востоке Казахстана. 14 июня на концерте в Астане, Шура и Лёва Би-2 выразили соболезнование семьям погибших и всем пострадавшим от пожара. Они объявили, что все средства, вырученные от продажи билетов, перечислят пострадавшим при пожаре в Абайской области. Однако, несмотря на то, что концерт планировался благотворительным, местная администрация 20 июня отменила концерт, уведомив об этом на официальной странице акимата Семея в Instagram. Позже, после шквала критики, публикация была удалена, но ситуация с концертом всё ещё была не понятна. В этот же день, чуть позже после публикации новости об отмене, на официальном аккаунте группы Би-2 в Instagram было опубликовано фото группы Би-2 в аэропорту города Семея с подписью «Семей, мы прилетели!». Ближе к вечеру появилась новость о том, что концерт на 21 июня состоится, как и планировалось ранее.
25 января 2024 года группу Би-2 в полном составе задержала полиция Таиланда. Причиной задержания стало нарушение миграционного законодательства Таиланда из-за неправильного оформления организатором концертов въездных документов. Российский консул настоятельно требовал выдачи участников ансамбля в Россию. Музыканты посчитали, что их там будут преследовать за антивоенную позицию и категорически отказались встречаться с консулом. Благодаря вмешательству международных сил удалось не допустить их выдачи в Россию. Усилия по выдаче музыкантов российским властям предпринимал таиландский генерал полиции Хакпарна Сурачате по прозвищу «Big Joke» (рус. Большая шутка), в отношении которого в стране расследуется уголовное дело о коррупции.
17 апреля 2024 группу покинул гитарист Андрей Звонков. 
18 мая 2024 на концерте в Бургасе с группой выступает новый гитарист Константин Чалых, который стал полноценным её членом.

## Дискография

### Студийные альбомы
| Год  | Название                   | Участники                                                                      |
| ---- | -------------------------- | ------------------------------------------------------------------------------ |
| 1998 | Бесполая и грустная любовь | Шура Би-2/Виктория Билоган/Лёва Би-2 (только тексты песен)                     |
| 2000 | Би-2                       | Лёва Би-2/Шура Би-2/Виктория Билоган/Питер Вудроуб/Серж Петрон                 |
| 2001 | Мяу кисс ми                | Лёва Би-2/Шура Би-2/Николай Плявин/Александр Любарский/Григорий Габерман       |
| 2004 | Иnомарки                   | Лёва Би-2/Шура Би-2/Николай Плявин/Александр Плявин/Григорий Габерман          |
| 2006 | Moloko                     | Лёва Би-2/Шура Би-2/Андрей Звонков/Максим Андрющенко/Борис Лифшиц              |
| 2009 | Лунапарк                   | Лёва Би-2/Шура Би-2/Андрей Звонков/Максим Андрющенко/Борис Лифшиц/Ян Николенко |
| 2010 | О чём говорят мужчины      | Лёва Би-2/Шура Би-2/Андрей Звонков/Максим Андрющенко/Борис Лифшиц/Ян Николенко |
| 2011 | Spirit                     | Лёва Би-2/Шура Би-2/Андрей Звонков/Максим Андрющенко/Борис Лифшиц/Ян Николенко |
| 2014 | #16плюс                    | Лёва Би-2/Шура Би-2/Андрей Звонков/Максим Андрющенко/Борис Лифшиц/Ян Николенко |
| 2017 | Горизонт событий           | Лёва Би-2/Шура Би-2/Андрей Звонков/Максим Андрющенко/Борис Лифшиц/Ян Николенко |
| 2022 | Аллилуйя                   | Лёва Би-2/Шура Би-2/Андрей Звонков/Максим Андрющенко/Борис Лифшиц/Ян Николенко |

## Проекты
- 1991 — Изменники родины (не издавался)
- 2005 — Нечётный воин
- 2008 — Нечётный воин 2
- 2010 — Би-2 и Симфонический оркестр МВД России
- 2011 — Нечётный воин 2,5
- 2013 — Нечётный воин 3
- 2013 — Би-2 & Prague Metropolitan Symphonic Orchestra Vol.1
- 2015 — Клинч
- 2017 — Би-2 & Prague Metropolitan Symphonic Orchestra Vol.2
- 2019 — Нечётный воин 4. Часть 2. Retro Edition
- 2019 — Би-2 & Prague Metropolitan Symphonic Orchestra Vol.3
- 2019 — Куртки Кобейна
- 2020 — Нечётный воин 4. Часть 1
- 2023 — Нечётный воин 5
- 2025 — Нечётный воин 6

## Состав

### Текущий состав
- Лёва Би-2 — основной вокал, акустическая гитара, электрогитара, перкуссия (1989—1993, 1998—наши дни), автор
- Шура Би-2 — соло-гитара, акустическая гитара, вокал (1997—наши дни), бас-гитара (1988—1993, 1997—1998), автор
- Максим «Лакмус» Андрющенко — бас-гитара (2006—наши дни)
- Борис Лифшиц — ударные (2006—наши дни)
- Ян Николенко — клавишные, семплы, флейта, бубен, мелодика, бэк-вокал (2008—наши дни)
- Константин Чалых — соло-гитара (2024—наши дни)

### Бывшие участники
- Александр «Костыль» Сергеев — основной вокал, гитара (1988—1989)
- Александр Фёдоров — гитара (1988—1990)
- Игорь Бен — основной вокал, гитара (1990—1995)
- Виктория «Победа» Билоган — клавишные (1997—1999)
- Питер Вудроуб — бас-гитара (1998—1999)
- Серж Петрон — ударные (1998—1999)
- Григорий Габерман — ударные (1999—2006)
- Николай Плявин — клавишные (1999—2006; умер в 2023 году[53])
- Вадим Ермолов — бас-гитара (1999—2000)
- Александр Любарский — бас-гитара, губная гармоника (2000—2002)
- Александр Плявин — бас-гитара (2002—2006; умер в 2014 году).
- Андрей «Звонок» Звонков — гитара, акустическая гитара, эффекты, ксилофон (2006—2024)

## Би-2 в кино
| Год  | Название                                            | Режиссёр                                        | Форма участия |
| ---- | --------------------------------------------------- | ----------------------------------------------- | --- |
| 2000 | Брат 2                                              | Алексей Балабанов                               | камео; песни «Полковнику никто не пишет», «Варвара», «Счастье»                                                                               |
| 2001 | Обыкновенные дни                                    | Сергей Борчуков                                 | песни «И корабль плывёт», «Медленно схожу с ума»                                                                                             |
| 2001 | Тайный знак                                         | Борис Дуров                                     | песни «Мяу кисс ми», «Моя любовь» |
| 2001 | Сёстры                                              | Сергей Бодров-мл.                               | песня «Полковнику никто не пишет» |
| 2002 | Война                                               | Алексей Балабанов                               | песни «Волки», «Ещё не вечер», «Сокол», «Феллини»                                                                                            |
| 2005 | Мечтать не вредно                                   | Евгений Лаврентьев                              | песни «Теперь ты знаешь», «Фламенко» |
| 2006 | Седьмой день                                        | Каха Кикабидзе                                  | саундтрек |
| 2006 | Московская история (Москва не сразу строилась)      | Мурад Ибрагимбеков                              | Лёва Би-2 в одной из главных ролей, группа в эпизодах, песни (в том числе «Научи меня быть счастливым»)                                      |
| 2007 | Я остаюсь                                           | Карен Оганесян                                  | песня «Из-за меня» |
| 2007 | День выборов                                        | Олег Фомин                                      | Би-2 играют группу «Дым над водой», исполняя песни «Ночной ларёк» и «Полковнику никто не пишет»                                              |
| 2007 | Майор Ветров                                        | Александр Франскевич-Лайе                       | песня «Держаться за воздух» |
| 2008 | Маша и море                                         | Александр Даруга                                | бедные музыканты на набережной |
| 2008 | Мёртвые души                                        | Валерий Спирин                                  | песня «Дурочка» |
| 2008 | Превратности судьбы                                 | Андрей Селиванов                                | Лёва Би-2 — Роман, Шура Би-2 — Фил, группа в эпизодах; музыка                                                                                |
| 2008 | Ставка на жизнь                                     | Роман Нестеренко                                | песня «Держаться за воздух» |
| 2010 | О чём говорят мужчины                               | Дмитрий Дьяченко                                | камео; саундтрек |
| 2010 | Дежурный ангел                                      | Павел Игнатов                                   | песня «Её глаза» |
| 2011 | Сахар                                               | Вадим Данцигер                                  | песня «Кассандра» |
| 2011 | Навигатор                                           | Денис Скворцов, Павел Дроздов                   | песня «Вечная призрачная встречная» |
| 2012 | Братство десанта                                    | Арменак Назикян, Виктор Татарский               | песня «Полковнику никто не пишет» |
| 2013 | Метро                                               | Антон Мегердичев                                | песня «Молитва» |
| 2013 | Ёлки 3                                              |                                                 | песня «Падает снег (feat. Ю. Чичерина и симфонический оркестр МВД России)»                                                                   |
| 2014 | Мамы 3                                              | Георгий Малков                                  | роли второго плана у Шуры и Лёвы, песня «Только любовь починит»                                                                              |
| 2015 | Снежная королева 2: Перезаморозка                   | Алексей Цицилин                                 | песни «Школа танцев», «Остров сломанных игрушек» и «Полковнику никто не пишет», озвучивание персонажей: Шура Би-2 — Рахат, Лёва Би-2 — Лукум |
| 2015 | Лондонград                                          | Дмитрий Киселёв, Виталий Шепелев, Влад Николаев | камео; песня «Хипстер» |
| 2015 | Клинч (фильм, 2015)                                 | Сергей Пускепалис                               | песня «Три сантиметра над землёй»; саундтрек «Не умирать молодым», «Полковнику никто не пишет», песня «Тише и тише».                         |
| 2017 | Про любовь. Только для взрослых                     | Анна Меликян                                    | камео, песня «Лайки» |
| 2018 | О чём говорят мужчины. Продолжение                  | Флюза Фархшатова                                | камео, саундтрек «Ля-Ля тополя» |
| 2018 | «Би-2 Fest. Made in Бобруйск». Документальный фильм | Даниил Сальхов                                  | Фрагменты выступления на фестивале «Би-2 FEST»                                                                                               |
| 2018 | Ну, здравствуй, Оксана Соколова!                    | Кирилл Васильев                                 | песня «Фавн DJ» |
| 2020 | (НЕ)идеальный мужчина                               | Марюс Вайсберг                                  | песня «Лайки» |
| 2021 | Солдаут (сериал, 2021)                              | Иван Плечев                                     | камео |
| 2022 | Красная шапочка                                     |                                                 | песня «Волки» |
| 2023 | О чём говорят мужчины. Простые удовольствия         | Михаил Поляков                                  | саундтрек |

## Би-2 и симфонический оркестр
Союз музыкантов группы Би-2, заслуженного артиста России дирижёра Феликса Арановского, аранжировщиков Геннадия Корнилова и Сергея Гаврилова — это плодотворный творческий альянс, подаривший сотням тысяч зрителей незабываемые часы наслаждения уникальным искусством на стыке двух жанров. Проект, в 2003 году задуманный как разовый эксперимент, настолько захватил всех участников, что со временем трансформировался в полноценную концертную программу, исполняемую на лучших концертных площадках России, стран СНГ и Балтии.
Творческое сотрудничество Би-2 с оркестром продолжается не только на сцене: в 2010 году вышла студийная запись «Би-2 и симфонический оркестр МВД России. 2 CD», которая включала 25 концертных версий песен. В 2013 году появился второй симфонический альбом, записанный уже совместно с Пражским симфоническим оркестром, а в 2016 году издание «Би-2 & Prague Metropolitan Symphony orchestra» вышло на виниле. 17 марта 2017 года вышел новый альбом с Пражским оркестром — «Би-2 & Prague Metropolitan Symphonic orchestra. VOL 2». 12 апреля 2019 года вышел третий альбом с оркестром «Би-2 & Prague Metropolitan Symphonic orchestra. VOL 3», куда в основном вошли симфонические версии песен из альбома «Горизонт событий».

## Награды и премии
| Год  | Премия                                                | Номинация |
| ---- | ----------------------------------------------------- | --- |
| 2000 | Золотой граммофон                                     | За песню «Полковнику никто не пишет»                                                                                    |
| 2001 | Золотой граммофон                                     | За песню «Серебро» |
| 2001 | World Music Awards                                    | Best Selling Russian Group (за продажи альбома «Би-2»)                                                                  |
| 2001 | премия FUZZ                                           | Лучшая новая группа |
| 2002 | Золотой граммофон                                     | За песню «Мой рок-н-ролл» (совместно с Юлией Чичериной)                                                                 |
| 2003 | ПобоRoll                                              | Самая ротируемая песня («Мой рок-н-ролл»)                                                                               |
| 2003 | Премия Муз-ТВ                                         | Лучшая песня («Мой рок-н-ролл»)                                                                                         |
| 2004 | Звуковая дорожка                                      | Лучшая рок-группа |
| 2006 | Звуковая дорожка                                      | Рок-альбом года («Нечётный воин»)                                                                                       |
| 2006 | Золотая шарманка                                      | Лучшая группа |
| 2006 | Золотая шарманка                                      | Лучшая песня («Ангелы»)                                                                                                 |
| 2007 | Russian Music Awards                                  | Лучший рок-проект |
| 2007 | MTV Russia Music Awards                               | «Лучший рок-проект года»                                                                                                |
| 2008 | Звуковая дорожка                                      | Лучшая рок-группа |
| 2008 | MTV Russia Movie Awards                               | «Лучший саундтрек» (песня «Из-за меня» (OST «Я остаюсь»)                                                                |
| 2010 | Премия Муз-ТВ                                         | Лучшая рок-группа |
| 2011 | Чартова дюжина. Топ-13                                | Лидеры хит-парада (песня «Её глаза (из Шекспира)»)                                                                      |
| 2013 | Премия Муз-ТВ                                         | Лучшая рок-группа |
| 2014 | Премия RU.TV                                          | Лучшая рок-группа |
| 2015 | Чартова дюжина                                        | Группа года |
| 2015 | ZD Awards 2014                                        | Рок-группа года |
| 2015 | Реальная премия MusicBox                              | Рок года |
| 2016 | Высшая лига                                           | Лидеры хит-парада (песня «Компромисс»)                                                                                  |
| 2017 | Премия «Чартова дюжина»                               | Лучший клип («Птица на подоконнике»)                                                                                    |
| 2017 | Премия «Чартова дюжина»                               | Солист года (Лёва Би-2)                                                                                                 |
| 2017 | Реальная премия MusicBox                              | Рок года |
| 2017 | Золотой граммофон                                     | За песню «Компромисс»                                                                                                   |
| 2017 | Российская национальная музыкальная премия «Виктория» | Лучшая рок-группа |
| 2018 | RU.TV Номинация «Кино и музыка»                       | («Ля-Ля тополя (OST О чём говорят мужчины. Продолжение»)                                                                |
| 2018 | Российская национальная музыкальная премия «Виктория» | «Ля-ля тополя» (OST «О чём говорят мужчины. Продолжение») в номинации «Лучшая песня (мелодия) к кинофильму или сериалу» |